# Frits Hammer Kjølsen

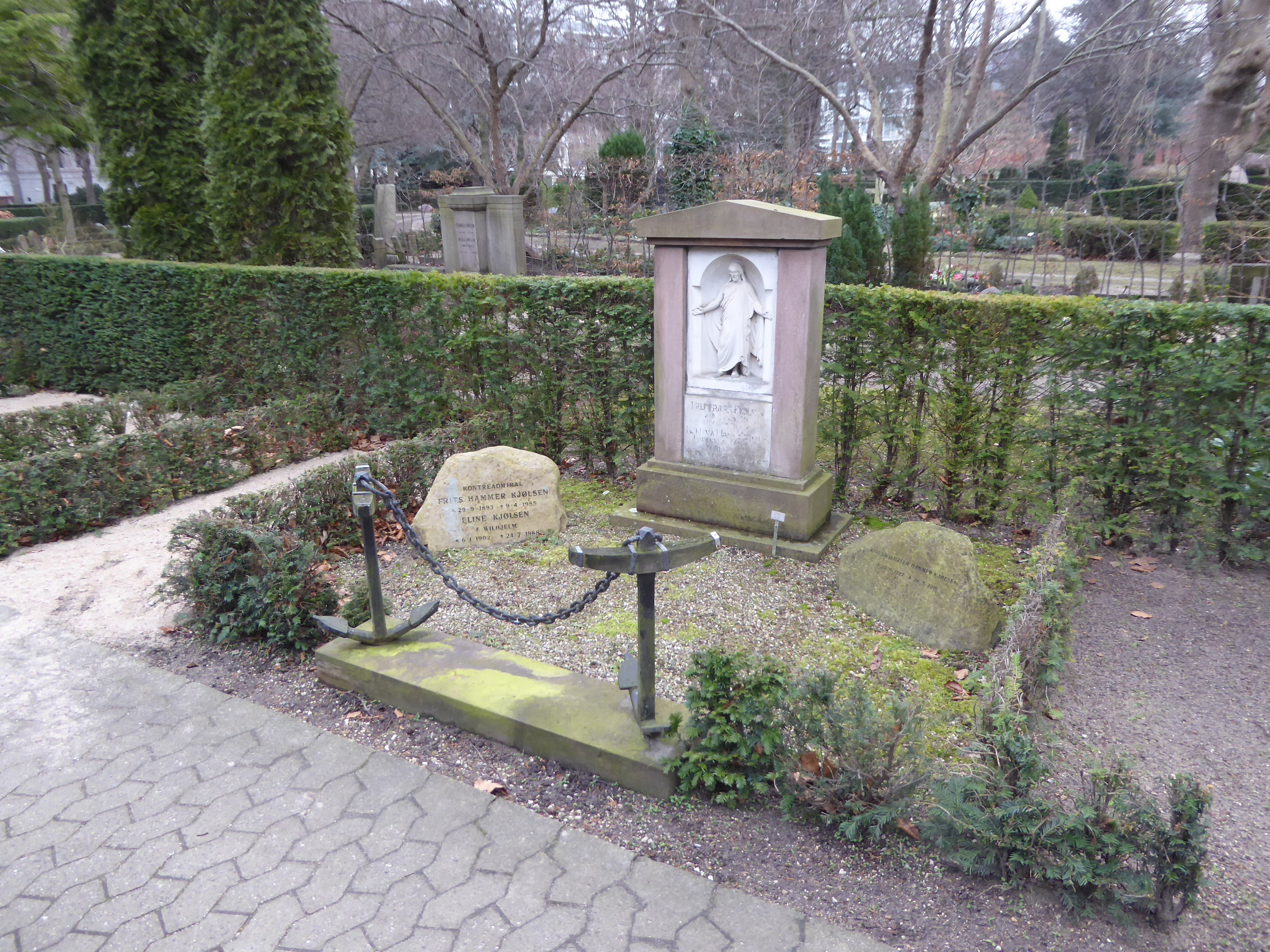
Kjølsens Grab auf Holmens Kirkegård

Frits Hammer Kjølsen (* 29. September 1893 in Kopenhagen; † 9. April 1985) war ein dänischer Seeoffizier und Militärattaché.

## Herkunft und Familie
Kjølsens Vater war der Seeoffizier und Bürochef Rørdam Hans Kjølsen (1858–1931), seine Mutter war dessen Gattin Frederikke, geb. Hammer (1860–1927). Sie war eine Tochter von Otto Christian Hammer (1822–1892) und eine Schwester von Rørd Regnar Johannes Hammer (1855–1930). Am 20. Januar 1925 heiratete er in Kopenhagen Eline Wilhjelm (* 6. Januar 1902; † 24. Juli 1988), Tochter des Malers Johannes Martin Fasting Wilhjelm (1868–1938) und dessen Gattin Johanne Marie Munk, geb. von Kløcker (1870–1951).

## Leben
Nachdem er 1909 sein Abitur auf dem Østersøgades Gymnasium abgelegt hatte, begann Kjølsen seine militärische Ausbildung und wurde 1910 Kadett, 1914 Sekondeleutnant, 1915 Premierleutnant. 1914 bis 1915 tat er seinen Dienst auf Gebietsvermessungsschiffen. 1915 war Kjølsen Erster Offizier des U-Bootes Delfinen, 1917 bis 1918 Erster Offizier der Panzerschiffe Herluf Trolle und Skjold. 1918 bis 1919 tat er wieder Dienst auf U-Booten. 1919 arbeitete er im Außenministerium in Verbindung mit der Heimführung deutscher Kriegsgefangener. Nach einer kurzen Zeit als Chef des U-Boots Nymfen, wurde er dem Außenministerium, um mit der Legation in Berlin und dem Generalkonsulat in Hamburg zu arbeiten, zur Verfügung gestellt. Danach war er von 1920 bis 1921 Schüler der Søværnets Officersskole und war von 1921 bis 1922 Chef des U-Bootes Triton. Mit dem Artillerieschiff Niels Juel war Kjølsen 1923, in dem Jahr wurde er zum Kapitänleutnant ernannt, bis 1924 in Südamerika. 1925 bis 1927 war er der letzte Sekretär der seemilitärischen Karten-, Archiv- und Bibliotheksgesellschaft. 1926 bis 1929 war Kjølsen Adjutant von Kronprinz Frederik. 1929 bis 1930 war er Erster Offizier des Inspektionsschiffes Hvidbjørnen in grönländischen Gewässern. 1930 wurde er zum Kapitän ernannt und besuchte 1930 bis 1931 die École de Guerre Navale in Paris, wo er das französische Offizierspatent erhielt. 1932 wurde er „orlogskaptajn“ (etwa Korvettenkapitän) und war Chef des Werkstattschiffes Henrik Gerner sowie der U-Bootflottille im Übungsgeschwader. 1934 war Kjølsen Erster Offizier des Artillerieschiffes Peder Skram und 1934 bis 1938 Erster Offizier der Seeoffizierschule. 1937 wurde er zum 1937 „kommandørkaptajn“ (etwa Fregattenkapitän) ernannt. 1939 war Kjølsen Chef des Fischereiinspektionsschiffes Islands Falk. 1939 bis 1941 war er, bis zu seiner Ausweisung, Marine- und Luftwaffenattaché in Berlin. 1943 ging er nach Schweden und wurde Chef der Marineabteilung der Danske Brigade. 1945 wurde Kjølsen zum „kommandør“ (etwa Fregattenkapitän) ernannt. 1946 bis 1949 war er Militärattaché in den Vereinigten Staaten und Kanada und 1949 kurzzeitig Konteradmiral. 1950 wurde er zum Konteradmiral ernannt. Am 27. April 1951 war er Mitglied der Delegation zur Aushandlung der dänisch-US-amerikanischen Übereinkunft zur Verteidigung Grönlands. 1951 bis 1955 war Chef des Grønlands Kommandos sowie des zugehörigen Marinedistriktes und 1952 zwischenzeitig erneut Konteradmiral. 1955 nahm er seinen Abschied von der Marine und tat noch als Reservist bis 1958 Dienst bei ihr.

## Auszeichnungen
- 1927: Ritterkreuz des Dannebrogordens[1]
- 1941: Dannebrogsmændenes hæderstegn[1]
- 1949: Komtur II. Klasse des Dannebrogordens[1]
- 1955: Komtur I. Klasse des Dannebrogordens[1]
- 1975: Ehrenmitglied der Kopenhagener Abteilung der Marineforeningen[1]

## Monographien
- Slægten Kjølsen (1931)
- Vort Søværns Hæders-og Mindedage (1942)
- Optakten til 9. April (1945)
- Da Danmarks Flaade blev sænket (1945)
- Mit Livs Logbog. En Søofficers og Diplomats Erindringer før og efter 9' April 1940 (1957)
- Orlogsliv og Lune (1960)
- Fregatten fortæller. Til Orlogs med »Jylland« for 100 Aar siden (1962)
- Capitain F L Norden og hans Rejse til Ægypten 1737-38 (1965)
- Rokokogreven d'Esneval og Christian Vl's etiopiske projekt (1968)
- Fra rokokotiden til vore dage (1973)[2]

## Endnoten
1. 1 2 3 4 5 6 7 8 9 10 11  Hans Christian Bjerg, Merete Harding: Frits Hammer Kjølsen. In: Svend Cedergreen Bech, Svend Dahl (Hrsg.): Dansk biografisk leksikon. Begründet von Carl Frederik Bricka, fortgesetzt von Povl Engelstoft. 3. Auflage. Band 8: Kjærulf–Levetzow. Gyldendal, Kopenhagen 1981, ISBN 87-01-77442-5 (dänisch, biografiskleksikon.lex.dk).
2. 1 2 3 4 5 6  Kraks Blå Bog 1974.

| Personendaten    | Personendaten                              |
| ---------------- | ------------------------------------------ |
| NAME             | Kjølsen, Frits Hammer                      |
| KURZBESCHREIBUNG | dänischer Konteradmiral und Militärattaché |
| GEBURTSDATUM     | 29. September 1893                         |
| GEBURTSORT       | Kopenhagen                                 |
| STERBEDATUM      | 9. April 1985                              |